# Gonyerita
La gonyerita és un mineral de la classe dels silicats, que pertany al grup de la clorita. Rep el nom en honor de Forest A. Gonyer (24 de març de 1899 - desembre de 1971) químic del departament de mineralogia de la Universitat Harvard. Gonyer va nomenar moltes espècies minerals noves o les va analitzar químicament sense coautoria, com per exemple la dakeïta, la roweïta i salesita.

## Característiques
La gonyerita és un silicat de fórmula química (Mn²⁺Mg)₅Fe³⁺(Fe³⁺Si₃O₁₀)(OH)₈. La seva duresa a l'escala de Mohs és 2,5.
Segons la classificació de Nickel-Strunz pertany a «09.EC - Fil·losilicats amb plans de mica, compostos per xarxes tetraèdriques i octaèdriques» juntament amb els següents minerals: minnesotaïta, talc, wil·lemseïta, ferripirofil·lita, pirofil·lita, boromoscovita, celadonita, txernikhita, montdorita, moscovita, nanpingita, paragonita, roscoelita, tobelita, aluminoceladonita, cromofil·lita, ferroaluminoceladonita, ferroceladonita, cromoceladonita, tainiolita, ganterita, annita, efesita, hendricksita, masutomilita, norrishita, flogopita, polilitionita, preiswerkita, siderofil·lita, tetraferriflogopita, fluorotetraferriflogopita, wonesita, eastonita, tetraferriannita, trilitionita, fluorannita, xirokxinita, shirozulita, sokolovaïta, aspidolita, fluoroflogopita, suhailita, yangzhumingita, orlovita, oxiflogopita, brammal·lita, margarita, anandita, bityita, clintonita, kinoshitalita, ferrokinoshitalita, oxikinoshitalita, fluorokinoshitalita, beidel·lita, kurumsakita, montmoril·lonita, nontronita, volkonskoïta, yakhontovita, hectorita, saponita, sauconita, spadaïta, stevensita, swinefordita, zincsilita, ferrosaponita, vermiculita, baileyclor, chamosita, clinoclor, cookeïta, franklinfurnaceïta, nimita, ortochamosita, pennantita, sudoïta, donbassita, glagolevita, borocookeïta, aliettita, corrensita, dozyïta, hidrobiotita, karpinskita, kulkeïta, lunijianlaïta, rectorita, saliotita, tosudita, brinrobertsita, macaulayita, burckhardtita, ferrisurita, surita, niksergievita i kegelita.

## Formació i jaciments
Va ser descoberta a Långban, dins el municipi de Filipstad (Comtat de Värmland, Suècia). També ha estat descrita a Noruega, Alemanya, Itàlia, Sud-àfrica, Austràlia i els Estats Units.